# Stretto di Honguedo

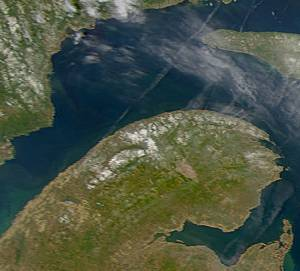
Vista satellitare dello stretto di Honguedo

Lo stretto di Honguedo (in inglese Honguedo Strait; in francese Détroit d'Honguedo) è uno stretto situato nella parte orientale della provincia canadese del Québec, tra l'Isola d'Anticosti e la Penisola Gaspé.

## Caratteristiche
Lo stretto ha una larghezza di circa 70 km nel suo punto di minor ampiezza. È uno dei due sbocchi del fiume San Lorenzo nel suo estuario, che è rappresentato dal Golfo di San Lorenzo. L'altro sbocco è lo stretto di Jacques Cartier sulla costa settentrionale dell'isola d'Anticosti.

## Etimologia
La denominazione di stretto di Honguedo apparve per la prima volta nei resoconti di viaggio dell'esploratore francese Jacques Cartier del 1535-1536. Nel corso del XVI secolo era noto come stretto di San Pietro, nome con cui era riportato nelle mappe di Gerardo Mercatore (1569) e di Cornelius Wytfliet (1597). 
Solo nel XX secolo si cominciò ad utilizzare la dizione Honguedo e nel 1934 il Geographic Board del Quebec lo adottò come nome ufficiale per commemorare il 400º anniversario dell'arrivo di Jacques Cartier nel Nord America. Non è ancora stata chiarita con certezza l'origine del nome Honguedo. Potrebbe derivare da una parola in lingua micmac che significa punto di raccolta, o dalla parola in irochese hehonguesto, che significa il proprio naso.